# Something (canção de Lasgo)
"Something" é uma canção do grupo eurodance belga Lasgo. É a segunda faixa, como também o primeiro single do primeiro álbum, Some Things, de 2001.

## Lista de faixas
| CD single na Bélgica 1. "Something" (radio mix) – 3:41 2. "Something" (extended mix) – 5:56 3. "Something" (Jimmy Goldschmitz Remix) – 6:05 4. "Something" (Peter Luts Remix) – 7:41 CD single na Europa 1. "Something" (radio mix) – 3:41 2. "Something" (Jimmy Goldschmitz Remix) – 6:05 CD single no Reino Unido 1. "Something" (radio edit) – 3:39 2. "Something" (Flip & Fill Remix) – 6:47 3. "Something" (Mirco de Govia Remix) – 7:33 4. "Something" (video) LP no Reino Unido A1. "Something" (extended mix) – 5:56 A2. "Something" (Flip & Fill Remix) – 6:35 AA1. "Something" (W.O.S.P. Remix) – 7:27 | Cassete single no Reino Unido 1. "Something" (radio edit) – 3:39 2. "Something" (Flip & Fill Remix) – 6:47 3. "Something" (extended mix) – 5:56 CD single nos Estados Unidos 1. "Something" (radio edit) 2. "Something" (extended mix) 3. "Something" (W.O.S.P. Remix) 4. "Something" (Peter Luts Remix) 5. "Something" (Jimmy Goldschmitz Remix) CD single na Autrália e Nova Zelândia 1. "Something" (radio edit) 2. "Something" (extended mix) 3. "Something" (Jimmy Goldschmitz Remix) 4. "Something" (Peter Luts Remix) 5. "Something" (bonus video) |

## Paradas musicais
| País/Parada (2001–02)                        | Melhor posição |
| -------------------------------------------- | -------------- |
| Austrália (ARIA)                             | 19             |
| Austrália (ARIA Dance Chart)                 | 2              |
| Áustria (Ö3 Austria Top 75)                  | 9              |
| Bélgica (Ultratop 50 de Flandres)            | 5              |
| Dinamarca (Hitlisten)                        | 7              |
| Europa (Eurochart Hot 100)                   | 30             |
| Alemanha (Offizielle Deutsche Charts)        | 8              |
| Irlanda (IRMA)                               | 18             |
| Irlanda (IRMA)                               | 2              |
| Países Baixos (Dutch Top 40)                 | 7              |
| Países Baixos (Single Top 100)               | 7              |
| Romênia (Romanian Top 100)                   | 6              |
| Escócia (Scottish Singles Chart)             | 3              |
| Espanha (PROMUSICAE)                         | 14             |
| Suíça (Schweizer Hitparade)                  | 59             |
| Reino Unido (UK Singles Chart)               | 4              |
| Reino Unido (UK Dance Chart)                 | 1              |
| Reino Unido (OCC UK Indie)                   | 20             |
| Estados Unidos (Billboard Hot 100)           | 35             |
| Estados Unidos (Billboard Dance Club Songs)  | 29             |
| Estados Unidos (Billboard Mainstream Top 40) | 21             |
| Estados Unidos (Billboard Rhythmic)          | 34             |

| Páis/Parada (2001)                | Posição fixada |
| --------------------------------- | -------------- |
| Bélgica (Ultratop 50 Flandres)    | 19             |
| Alemanha (Official German Charts) | 79             |
| Países Baixos (Dutch Top 40)      | 17             |
| Países Baixos (Single Top 100)    | 38             |
| País/Parada (2002)                | Posição fixada |
| Austrália (ARIA Dance)            | 19             |
| Áustria (Ö3 Austria Top 40)       | 68             |
| Reino Unido (OCC)                 | 26             |